# Hackelia bella
Hackelia bella är en strävbladig växtart som först beskrevs av James Francis Macbride, och fick sitt nu gällande namn av Ivan Murray Johnston. Hackelia bella ingår i släktet Hackelia och familjen strävbladiga växter. Inga underarter finns listade i Catalogue of Life.